# Юрківці (Прилуцький район)
Юркі́вці  — село в Чернігівській області України, входить до складу Талалаївської селищної громади. За адміністративним поділом до липня 2020 року село входило в склад Талалаївського району, а після укрупнення районів входить до Прилуцького району. Розташоване на лівому березі річки Лисогору, за 25 км від Талалаївки та за 11 км від залізничної станції Блотниці. Населення — 285 осіб, площа — 1,953 км².

## Історія
Село вперше згадуються під 1629 роком, як вільне військове село, «до ратуші Срібнянської прислушаюче». З 1654 року воно входило до Срібнянської сотні Прилуцького полку Гетьманщини.
1740 року в селі було 10 дворів (10 хат) селян, 1 двір (1 хата) підсусідків, 63 двори (69 хат) козаків (16 виборних, 53 підпомічники), 2 двори та 2 бездворові хати козачих підсусідків.
1751 року гетьман Кирило Розумовський надав його полковнику 2-го компанійського полку Василю Часнику, від якого село перейшло до його сина
Степана. Пізніше серед власників селян з'явився срібнянський сотник Микола Антонович Троцина. Згідно з ревізією 1764 року, йому належало 16
селянських дворів. 1774 року Ульяна Антонівна Троцина (дружина бунчукового товариша Д. М. Затиркевича) купила
в свого племінника прапорщика Якова Михайловича Троцини в Юрківцях селян, власником яких він був. 1780 року в селі було 5 дворів (9 хат) державних та
23 двори (24 хати) власницьких селян, які належали бунчуковому товаришу Д. М. Затиркевичу, бунчуковому товаришу О. Часнику та бунчуковому товаришу О. Маслу; крім того, в селі було 5 дворів (12 хат) підсусідків та 80 дворів (137 хат) козаків.
Село є на мапі 1787 року.
Після скасування полкового устрою у 1782 році село відійшло до Роменського повіту Чернігівського намісництва, а у 1796 році до Прилуцького повіту Малоросійської, з 1802 року Полтавської губернії. 1797 року в селі налічувалось 595 душ чоловічої статі податкового населення.
За даними на 1859 рік у власницькому та казенному селі Прилуцького повіту Полтавської губернії, мешкала 1041 особа (513 чоловічої статі та 528 — жіночої), налічувалось 215 дворових господарств. Діяла мурована Михайлівська церква (пам'ятка архітектури XIX століття), споруджена 1837 року замість старої дерев'яної (перша дерев'яна церква збудована до 1666 року).
У 1861—1866 роках козаки села були підпорядковані утвореним згідно з селянською реформою 1861 року Никонівському Волосному правлінню відомства Палати державного майна, а селяни — Блотницькому волосному правлінню тимчасовозобов'язаних селян. Після реорганізації волостей село у 1867 році увійшло до нової Блотницької волості 1-го стану.
Станом на 1885 рік у колишньому державному та власницькому селі Блотницької волості мешкало 1200 осіб, налічувалось 194 дворових господарства, існували православна церква, школа, постоялий будинок, 2 лавки, кузня, 17 вітряних млини та 3 маслобійних заводи.
У 1886 році — 14 дворів селян казенних, 20 дворів селян-власників, 11 дворів міщан та інші, 219 хат,1212 жителів; діяли: церква, шинок, 2 крамниці, 17 вітряків , 3 олійниці. У 1891 році засноване початкове однокласне училище (у віданні
земства — з 1895 року).
За переписом 1897 року кількість мешканців зросла до 1423 осіб (702 чоловічої статі та 721 — жіночої), з яких 1387 — православної віри.
1910 року в селі налічувалось 254 господарства, з них козаків — 177, селян — 53, євреїв — 3, інших непривілейованих — 15, привілейованих — 6, налічувалось 1559 жителів, у тому числі 8 теслярів, 11 кравців, 7 шевців, 2 столяри, 3 ковалі, 1 слюсар, 79 ткачів, 55 поденників, 10 займалися інтелігентними та 146 — іншими неземлеробськими заняттями, все інше
доросле населення займалося землеробством. Налічувалося 1516 десятин придатної землі. У земському початковому однокласному училищі навчалося 115 хлопчиків та 35 дівчаток (1912).

### Радянська доба
Радянську владу вперше встановлено у грудні 1917 року. В роки громадянської війни в Росії і української революції в селі необачно на стороні більшовиків діяв партизанський загін на чолі з колаборантами В. О. Зарвою і І. Л. Топчієм.
Під час утворення округів у 1923 році село відійшло до Березівського району Роменськоі округи.
Комсомольську організацію в селі створено в 1926 році, партійну — в 1929 році.
На фронтах німецько-радянської війни воювали 220 жителів села, з них 100 нагороджені орденами й медалями СРСР, 115 чоловік загинули. На їх честь споруджено монумент Слави.
Станом на початок 1970-х років в селі було 215 дворів, мешкало 635 осіб. На території села була розміщена центральна садиба колгоспу «За мир», за яким було закріплено 1673 га сільськогосподарських угідь, у тому числі 1418 га орної землі. Господарство вирощувало зернові й технічні культури, було розвинуте м'ясо-молочне тваринництво. Допоміжними галузями були птахівництво, городництво, садівництво й бджільництво. Працювали початкова школа, будинок культури на 400 місць, фельдшерсько-акушерський пункт, бібліотека (6,5 тисяч примірників).
У 1988 році в селі мешкало 366 жителів.

### У складі України
З 1991 року село у складі України. 1996 року в селі було 142 двора, мешкало 330 жителів.
В селі знаходяться фельдшерсько-акушерський пункт, будинок культури. Михайлівська церква є пам'ятником архітектури XIX століття.
До 2020 року було  центром сільської ради.

## Люди
У селі народилися:
- Грогуленко Федір Іванович (1902—1969) — бандурист.
- Сологуб Віктор Григорович (1888—1937) — бандурист.

## Галерея

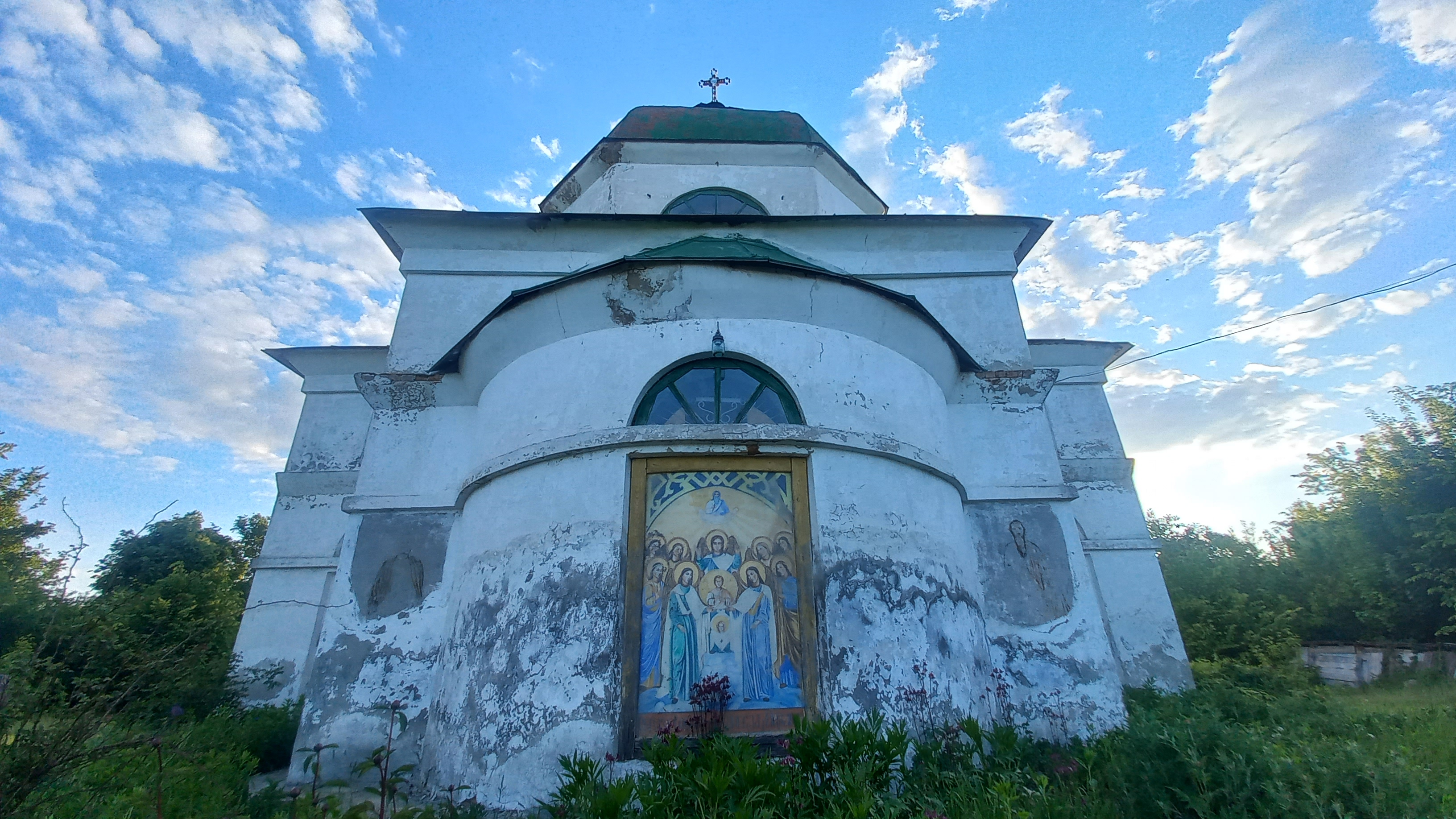
Розпис Михайлівської церкви Юрківці
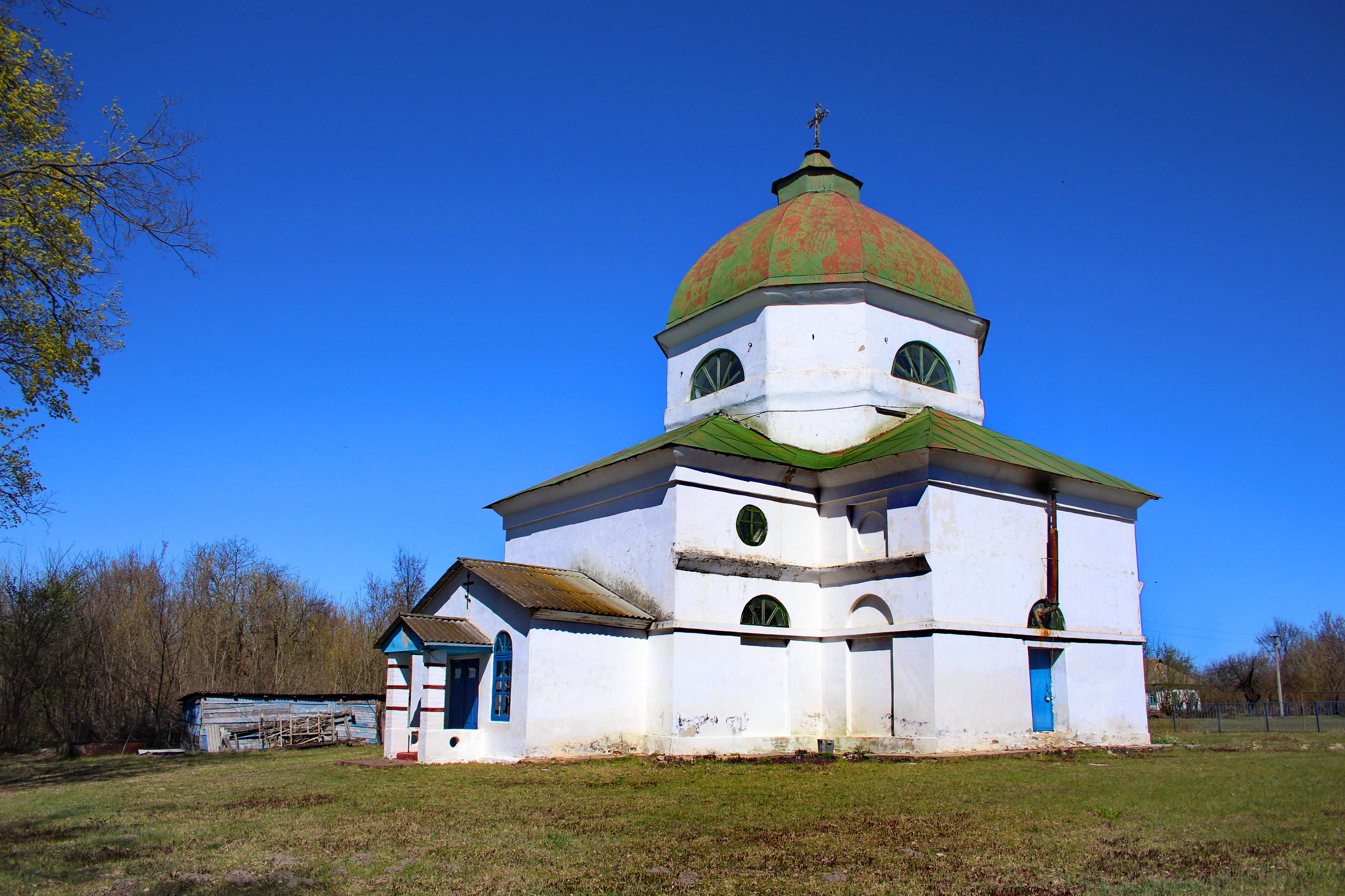
Михайлівська церква Юрківці